# Phaonia savonoskii
Phaonia savonoskii är en tvåvingeart som beskrevs av Malloch 1923. Phaonia savonoskii ingår i släktet Phaonia och familjen husflugor. Inga underarter finns listade i Catalogue of Life.